# Hannah Kearney
Hannah Angela Kearney (ur. 26 lutego 1986 w Hanover) – amerykańska narciarka dowolna, specjalizująca się w jeździe po muldach. Zdobyła złoty medal na igrzyskach olimpijskich w Vancouver. W Soczi nie obroniła mistrzostwa olimpijskiego, gdzie ostatecznie uplasowała się na trzecim miejscu. Startowała także na igrzyskach olimpijskich w Turynie jednak nie zakwalifikowała się do finałowej rywalizacji. W Vancouver triumfowała zarówno w kwalifikacjach jak i w finale, wyprzedzając obrończynię tytułu Kanadyjkę Jennifer Heil i swą rodaczkę Shannon Bahrke. Trzykrotna złota medalistka mistrzostw świata w jeździe po muldach i muldach podwójnych. Tytuły te wywalczyła na mistrzostwach świata w Ruka, Voss i Kreischbergu. Jest także dwukrotną srebrną medalistką w jeździe po muldach tytuły te wywalczyła odpowiednio na mistrzostwach świata w Deer Valley i Kreischbergu, oraz trzykrotną brązową medalistką w jeździe po muldach podwójnych na mistrzostwach świata w Inawashiro, Deer Valley i Voss. Najlepsze wyniki w Pucharze Świata osiągnęła w sezonie 2010/2011, kiedy to zdobyła dużą kryształową kulę, a w klasyfikacji jazdy po muldach zdobyła małą kryształową kulę. Ten wyczynu dokonała również w sezonach 2011/2012 i 2013/2014 oraz 2014/2015. 18 lutego 2012 zwyciężyła 15 raz z rzędu w pucharze świata. Tym samym pobiła rekord 14 zwycięstw z rzędu, słynnego szwedzkiego narciarza alpejskiego Ingemara Stenmarka, który rekord ten dzierżył od 1980 roku.
Po zakończeniu sezonu 2014/2015 podała do publicznej wiadomości, że kończy karierę sportową.

## Osiągnięcia

### Igrzyska olimpijskie
| Miejsce | Dzień     | Rok  | Miejscowość | Konkurencja      | Zwycięzca               |
| ------- | --------- | ---- | ----------- | ---------------- | ----------------------- |
| 22.     | 11 lutego | 2006 | Turyn       | Jazda po muldach | Jennifer Heil           |
| 1.      | 13 lutego | 2010 | Vancouver   | Jazda po muldach | -                       |
| 3.      | 8 lutego  | 2014 | Soczi       | Jazda po muldach | Justine Dufour-Lapointe |

### Mistrzostwa świata
| Miejsce | Dzień       | Rok  | Miejscowość          | Konkurencja      | Zwycięzca               |
| ------- | ----------- | ---- | -------------------- | ---------------- | ----------------------- |
| 1.      | 19 marca    | 2005 | Ruka                 | Jazda po muldach | -                       |
| 14.     | 20 marca    | 2005 | Ruka                 | Muldy podwójne   | Jennifer Heil           |
| 3.      | 9 marca     | 2007 | Madonna di Campiglio | Jazda po muldach | Kristi Richards         |
| 2.      | 2 lutego    | 2011 | Deer Valley          | Jazda po muldach | Jennifer Heil           |
| 3.      | 5 lutego    | 2011 | Deer Valley          | Muldy podwójne   | Jennifer Heil           |
| 1.      | 6 marca     | 2013 | Voss                 | Jazda po muldach | -                       |
| 3.      | 8 marca     | 2013 | Voss                 | Muldy podwójne   | Chloé Dufour-Lapointe   |
| 2.      | 18 stycznia | 2015 | Kreischberg          | Jazda po muldach | Justine Dufour-Lapointe |
| 1.      | 19 stycznia | 2015 | Kreischberg          | Muldy podwójne   | -                       |

### Puchar Świata

#### Miejsca w klasyfikacji generalnej
- sezon 2002/2003: -
- sezon 2003/2004: 13.
- sezon 2004/2005: 10.
- sezon 2005/2006: 14.
- sezon 2006/2007: 33.
- sezon 2007/2008: 84.
- sezon 2008/2009: 2.
- sezon 2009/2010: 6.
- sezon 2010/2011: 1.
- sezon 2011/2012: 1.
- sezon 2012/2013: 4.
- sezon 2013/2014: 1.
- sezon 2014/2015: 1.

#### Zwycięstwa w zawodach
1. Naeba – 22 lutego 2004 (jazda po muldach)
2. Airolo – 17 marca 2004 (jazda po muldach)
3. Tignes – 14 grudnia 2005 (jazda po muldach)
4. Méribel – 18 grudnia 2008 (muldy podwójne)
5. Deer Valley – 29 stycznia 2009 (jazda po muldach)
6. Åre – 14 lutego 2009 (muldy podwójne)
7. Suomu – 12 grudnia 2009 (jazda po muldach)
8. Lake Placid – 21 stycznia 2010 (jazda po muldach)
9. Åre – 12 marca 2010 (jazda po muldach)
10. Åre – 13 marca 2010 (jazda po muldach)
11. Ruka 11 grudnia 2010 (jazda po muldach)
12. Beidahu – 21 grudnia 2010 (jazda po muldach)
13. Lake Placid – 22 stycznia 2011 (jazda po muldach)
14. Lake Placid – 23 stycznia 2011 (jazda po muldach)
15. Calgary – 29 stycznia 2011 (jazda po muldach)
16. Mariańskie Łaźnie – 27 lutego 2011 (muldy podwójne)
17. Åre – 11 marca 2011 (jazda po muldach)
18. Åre – 12 marca 2011 (muldy podwójne)
19. Voss – 20 marca 2011 (jazda po muldach)
20. Ruka – 10 grudnia 2011 (jazda po muldach)
21. Méribel – 20 grudnia 2011 (muldy podwójne)
22. Mont Gabriel – 14 stycznia 2012 (muldy podwójne)
23. Lake Placid – 19 stycznia 2012 (jazda po muldach)
24. Calgary – 28 stycznia 2012 (jazda po muldach)
25. Deer Valley – 2 lutego 2012 (jazda po muldach)
26. Deer Valley – 4 lutego 2012 (muldy podwójne)
27. Beidahu – 12 lutego 2012 (jazda po muldach)
28. Naeba – 18 lutego 2012 (jazda po muldach)
29. Åre – 9 marca 2012 (jazda po muldach)
30. Åre – 10 marca 2012 (muldy podwójne)
31. Lake Placid – 17 stycznia 2013 (jazda po muldach)
32. Deer Valley – 31 stycznia 2013 (jazda po muldach)
33. Deer Valley – 2 lutego 2013 (muldy podwójne)
34. Soczi – 15 lutego 2013 (jazda po muldach)
35. Åre – 16 marca 2013 (muldy podwójne)
36. Sierra Nevada – 22 marca 2013 (muldy podwójne)
37. Ruka – 14 grudnia 2013 (jazda po muldach)
38. Deer Valley – 9 stycznia 2014 (jazda po muldach)
39. Deer Valley – 11 stycznia 2014 (jazda po muldach)
40. Inawashiro – 2 marca 2014 (muldy podwójne)
41. Voss – 16 marca 2014 (muldy podwójne)
42. La Plagne – 21 marca 2014 (muldy podwójne)
43. Calgary – 3 stycznia 2015 (jazda po muldach)
44. Saint-Côme – 7 lutego 2015 (jazda po muldach)
45. Tazawako – 28 lutego 2015 (jazda po muldach)
46. Megève – 15 marca 2015 (muldy podwójne)

#### Pozostałe miejsca na podium w zawodach
1. Ruka – 6 grudnia 2003 (jazda po muldach) – 3. miejsce
2. Deer Valley – 30 stycznia 2004 (jazda po muldach) – 2. miejsce
3. Sauze d’Oulx – 14 marca 2004 (jazda po muldach) – 2. miejsce
4. Mont Tremblant – 8 stycznia 2005 (jazda po muldach) – 3. miejsce
5. Deer Valley – 27 stycznia 2005 (jazda po muldach) – 3. miejsce
6. Deer Valley – 29 stycznia 2005 (jazda po muldach) – 2. miejsce
7. Inawashiro – 5 lutego 2005 (jazda po muldach) – 3. miejsce
8. Madonna di Campiglio – 28 stycznia 2006 (jazda po muldach) – 2. miejsce
9. Jisan – 1 marca 2006 (jazda po muldach) – 3. miejsce
10. Apex – 18 marca 2006 (jazda po muldach) – 3. miejsce
11. Deer Valley – 11 stycznia 2007 (jazda po muldach) – 3. miejsce
12. Deer Valley – 13 stycznia 2007 (muldy podwójne) – 3. miejsce
13. Mont Gabriel – 24 stycznia 2009 (jazda po muldach) – 3. miejsce
14. Deer Valley – 31 stycznia 2009 (jazda po muldach) – 2. miejsce
15. Cypress Mountain – 7 lutego 2009 (jazda po muldach) – 2. miejsce
16. Suomu – 11 grudnia – 2009 (jazda po muldach) – 3. miejsce
17. Méribel – 15 grudnia 2010 (muldy podwójne) – 2. miejsce
18. Inawashiro – 24 lutego 2013 (muldy podwójne) – 3. miejsce
19. Calgary – 4 stycznia 2014 (jazda po muldach) – 2. miejsce
20. Lake Placid – 15 stycznia 2014 (jazda po muldach) – 3. miejsce
21. Voss – 15 marca 2014 (jazda po muldach) – 3. miejsce
22. Ruka – 13 grudnia 2014 (muldy podwójne) – 3. miejsce
23. Deer Valley – 10 stycznia 2015 (muldy podwójne) – 2. miejsce
24. Lake Placid – 29 stycznia 2015 (jazda po muldach) – 2. miejsce
25. Tazawako – 1 marca 2015 (muldy podwójne) – 3. miejsce

- W sumie (46 zwycięstwa, 10 drugich i 15 trzecich miejsc).